# 24794 Kurland
A 24794 Kurland (ideiglenes jelöléssel 1993 UB7) a Naprendszer kisbolygóövében található aszteroida. Eric Walter Elst fedezte fel 1993. október 20-án.